# Hinx

Hinx este o comună în departamentul Landes din sud-vestul Franței. În 2009 avea o populație de 1.712 de locuitori.

## Evoluția populației
| An        | 1975 | 1982 | 1990  | 1999  | 2006  | 2009  |
| --------- | ---- | ---- | ----- | ----- | ----- | ----- |
| Populație | 824  | 994  | 1.117 | 1.145 | 1.202 | 1.712 |